# Elbeuf-en-Bray
Elbeuf-en-Bray is een gemeente in het Franse departement Seine-Maritime (regio Normandië) en telt 359 inwoners (1999). De plaats maakt deel uit van het arrondissement Dieppe.

## Geografie
De oppervlakte van Elbeuf-en-Bray bedraagt 10,8 km², de bevolkingsdichtheid is 33,2 inwoners per km².
De onderstaande kaart toont de ligging van Elbeuf-en-Bray met de belangrijkste infrastructuur en aangrenzende gemeenten.

## Demografie
Onderstaande figuur toont het verloop van het inwonertal (bron: INSEE-tellingen).